# 13 (liczba)
13 (trzynaście) – liczba naturalna następująca po 12 i poprzedzająca 14.

## W matematyce
- 13 jest szóstą liczbą pierwszą, następującą po 11 i poprzedzającą 17[1]
- 13 jest siódmą liczbą Fibonacciego[2]
- 13 jest większą z liczb bliźniaczych (11, 13)[3][4]
- 13 jest liczbą pierwszą Chena[5]
- 13 jest liczbą szczęśliwą[6]
- 13 jest liczbą wesołą[7]
- 13 jest najmniejszą nietrywialną liczbą pierwszą, która czytana wspak jest również liczbą pierwszą (w piśmiennictwie anglojęzycznym stosowane jest dla takich liczb określenie emirp)[8]
- 13 jest liczbą Ulama[9]
- 13 jest jedną z trzech znanych liczb pierwszych Wilsona (5, 13, 563)[10]
- 13 jest liczbą przylegającą[11]
- 13 jest liczbą Protha[12]
- 13 jest liczbą deficytową[13]
- 13 jest liczbą bezkwadratową[14]
- 13 jest liczbą pierwszą sześcienną w postaci {\displaystyle \,p=(x^{3}-y^{3})/(x-y),x=y+2}[15]
- 13 jest dolną granicą rozwiązania problemu Grahama-Rothschilda[16]
- 13 jest palindromem liczbowym, czyli może być czytana w obu kierunkach, w pozycyjnym systemie liczbowym o bazie 3 (111) oraz bazie 12 (11)
- 13 należy do dwóch trójek pitagorejskich (5, 12, 13), (13, 84, 85).

## Liczba 13 w nauce
- liczba atomowa glinu
- obiekt na niebie Messier 13
- galaktyka NGC 13
- planetoida (13) Egeria
- kometa krótkookresowa 13P/Olbers

## Liczba 13 w historii
- Trzynaście kolonii brytyjskich w Ameryce Północnej, z których powstało tyleż pierwszych stanów USA
- Wojna trzynastoletnia

## Liczba 13 w kulturze
- trzynastozgłoskowiec – najczęściej używany format wiersza polskiego[17]
- 13 bajek z królestwa Lailonii dla dużych i małych – zbiór filozoficznych przypowieści Leszka Kołakowskiego
- Trzynaste piórko Eufemii – tytuł książki Macieja Wojtyszki
- Trzynastego – piosenka Kasi Sobczyk i Czerwono-Czarnych (muzyka: Ryszard Poznakowski, słowa: Janusz Kondratowicz)
- Trzynasty występek – tytuł opowiadania Edmunda Niziurskiego
- 13 posterunek – popularny polski sitcom
- 13 demonów Scooby Doo – serial animowany
- Piątek, trzynastego – amerykański horror
- XIII Księga Pana Tadeusza – pornograficzna parodia, przypisywana Aleksandrowi Fredrze
- XIII – seria komiksowa stworzona przez Jeana Van Hamme (scenariusz) i Williama Vance’a (rysunki)
- XIII Mystery – poboczny cykl serii komiksowej stworzonej przez Jeana Van Hamme (scenariusz) i Williama Vance’a (rysunki)
- Trzynaście – powieść kryminalna Marcina Świetlickiego
- Trzynaście kotów – antologia opowiadań o kotach autorstwa polskich pisarzy science fiction i fantasy, z czarnym kotem na okładce
- Trzynastka – postać z serialu Dr House
- 13 – album Blur
- 13 – album The Doors
- 13 – album Waldemara Kasty
- 13 – album Six Feet Under
- 13 – album Black Sabbath
- TH1RT3EN – album Megadeth
- Black 13 – utwór zespołu Exodus z płyty Blood In, Blood Out
- Trzynaście powodów – amerykański serial emitowany na platformie Netflix. Powstał na podstawie powieści Jaya Ashera o tym samym tytule.
- Trzynaście (na szczęście) – książka poetycka Krzysztofa Ogonowskiego obejmująca trzynaście obrazów i wierszy nagrodzonych na Międzynarodowym Biennale Malarskim we Władywostoku w 2013 roku. Zbiór dotyczy końca współczesnej cywilizacji i początku kształtowania się nowego okresu[18].

## W kalendarzu
13. dniem w roku jest:
- w kalendarzu gregoriańskim (aktualnie używany kalendarz w Polsce) to 13 stycznia,
- w kalendarzu juliańskim to 13 stycznia, który do roku 2100. wypada w kalendarzu gregoriańskim 26 stycznia,
- w kalendarzu żydowskim to 13 Nisan,
- w kalendarzu muzułmańskim to 13 muharram.

Zobacz też co wydarzyło się w roku 13, oraz w roku 13 p.n.e.

## W Biblii
Liczba 13 wspomniana jest w Biblii 23 razy:
- 13 Adar mieli zginąć Żydzi w Babilonie (Est 3,13; Est 8,12; Est 9,1; Est 9,17; Est 9,18[20])[19]
- 13 dnia pierwszego miesiąca wydano dekret królewski nakazujący zgładzenie Żydów w Babilonie (Est 3,12[20])[19]
- 13 roku królowie Sodomy, Gomory, Admy, Seboim oraz Soar zbuntowali się przeciw Kedorlaomerowi (Gen 14,4[20])[19]
- 13 lat miał Izmael, kiedy został obrzezany (Gen 17,25[20])[19]
- 13 młodych cielców(Lb 29,13[20]) oraz trzynaście miar najczystszej mąki (Lb 29,14[20]) ma być złożonych w ofierze podczas pierwszego dnia święta Namiotów[19]
- 13 miast otrzymali potomkowie Aarona (Joz 21,4; Joz 21,19[20])[19]
- 13 miast otrzymali potomkowie Gerszona (Joz 21,6; Joz 21,33; 1Krn 6,47[20])[19]
- 13 miast otrzymali potomkowie Beniamina (1Krn 6,45[20])[19]
- 13 lat budował Salomon swój pałac (1Krl 7,1[20])[19]
- 13 los padł na Chuppę (1Krn 24,13[20])[19]
- 13 było braci i synów Chosy (1Krn 26,11[20])[19]
- 13 roku panowania Jozjasza, Jahwe zwrócił się do Jeremiasza (1Jr 1,2; 1Jr 25,3[20])[19]
- 13 łokci miała głębokość bramy wschodniej Świątyni Jerozolimskiej w wizji proroka Ezechiela (Ez 40,11[20])[19]

## Nieszczęśliwa trzynastka
Istnieje wiele teorii dlaczego liczba 13 oraz piątek trzynastego są uważane za nieszczęśliwe:
- pierwotni ludzie potrafili liczyć tylko do 12 (10 palców i 2 nogi) i pierwsza wyższa liczba 13 była symbolem czegoś strasznego i niemożliwego do zrozumienia[21],
- Kodeks Hammurabiego miał nie zawierać 13 prawa, jednakże w oryginalnym kodeksie prawa nie były numerowane[22],
- starożytni Egipcjanie wierzyli, że 13 etapem życia człowieka jest życie wieczne, co z czasem uległo zniekształceniu jak symbol śmierci i nieszczęścia[21],
- mitologia nordycka opisuje ucztę na której do dwunastu biesiadników dołączył Loki, który doprowadził do śmierci Baldura[22],
- starożytni Rzymianie uważali 13 za symbol śmierci, zniszczenia oraz nieszczęścia[23],
- podczas Ostatniej Wieczerzy przy stole zasiadało 13 osób (Jezus i dwunastu apostołów)[23],
- Templariusze zostali uwięzieni w piątek 13 października 1307 roku, i pamięć tego dnia przetrwała jako symbol nieszczęścia (teoria ta została rozpropagowana przez książkę Kod Leonarda da Vinci)[21],
- publikacja książki Thomasa Lawsona „Friday, the Thirteenth” w 1907 roku, spowodowała pojawienie się przesądu[21].

Przesąd związany z 13 pojawił się dopiero w XVIII lub w końcu XIX wieku. Wiara w piątek 13. jako szczególnie nieszczęśliwy dzień jest najbardziej rozpowszechnionym przesądem w Stanach Zjednoczonych i jest obecna w innych krajach cywilizacji zachodniej.

## Szczęśliwa trzynastka
- we Włoszech 13 jest postrzegana jako szczęśliwa liczba[24]